# Going Back (album)
Going Back je osmé sólové studiové album Phila Collinse, vydané v září 2010 pod značkou Atlantic Records. Po vydání tohoto alba Collins oznámil ukončení kariéry.

## Seznam skladeb
| Standardní edice | Standardní edice                                  | Standardní edice                 | Standardní edice |
| Pořadí           | Název                                             | Autor                            | Délka            |
| ---------------- | ------------------------------------------------- | -------------------------------- | ---------------- |
| 1.               | Girl (Why You Wanna Make Me Blue)                 | Whitfield, Holland               | 2:32             |
| 2.               | (Love Is Like a) Heatwave                         | Holland-Dozier-Holland           | 2:53             |
| 3.               | Uptight (Everything's Alright)                    | Wonder, Moy, Cosby               | 3:03             |
| 4.               | Some of Your Lovin'                               | Goffin, King                     | 3:19             |
| 5.               | In My Lonely Room]                                | Holland-Dozier-Holland           | 2:25             |
| 6.               | Take Me in Your Arms (Rock Me for a Little While) | Holland-Dozier-Holland           | 2:59             |
| 7.               | Blame It on the Sun                               | Wonder, Wright                   | 3:27             |
| 8.               | Papa Was a Rolling Stone                          | Whitfield, Strong                | 6:44             |
| 9.               | Never Dreamed You'd Leave in Summer               | Wonder, Wright                   | 2:59             |
| 10.              | Standing in the Shadows of Love                   | Holland-Dozier-Holland           | 2:42             |
| 11.              | Do I Love You                                     | Anders, Spector, Poncia          | 2:50             |
| 12.              | Jimmy Mack                                        | Holland-Dozier-Holland           | 2:56             |
| 13.              | Something About You                               | Holland-Dozier-Holland           | 2:47             |
| 14.              | Love Is Here and Now You're Gone                  | Holland-Dozier-Holland           | 2:40             |
| 15.              | Loving You Is Sweeter Than Ever                   | Hunter, Wonder                   | 2:48             |
| 16.              | Going to a Go-Go                                  | Moore, Robinson, Rogers, Tarplin | 2:49             |
| 17.              | Talkin About My Baby                              | Mayfield                         | 2:47             |
| 18.              | Going Back                                        | Goffin, King                     | 4:36             |
| Celková délka:   | Celková délka:                                    | Celková délka:                   | 57:16            |

## Sestava
- Phil Collins – bicí, zpěv
- Ray Monette – kytara
- Eddie Willis – kytara
- Bob Babbitt – baskytara
- Ronnie Caryl – akustická kytara
- Brad Cole – klávesy
- Connie Jackson-Comegys – doprovodný zpěv
- Lynne Fiddmont-Linsey – doprovodný zpěv
- Jason Rebello – klavír, vibrafon
- John Aram – pozoun, tleskání
- Guy Barker – trubka
- Tom Rees-Roberts – trubka
- Daryl Stuermer – kytara
- Phil Todd – barytonsaxofon, flétna, pikola
- Graeme Blevins – tenorsaxofon
- Menhuin Academy – strunné nástroje
- Celeste-Marie Roy – fagot